# Мортон, Майкл
Майкл «Майк» Мортон (англ. Michael "Mike" Morton); род. 20 октября 1971 — американский ультрамарафонец и солдат сил специального назначения Армии США. На данный момент он является обладателем национального рекорда США в суточном беге — 172 мили. В 2012 году он выиграл чемпионат мира по суточному бегу в Катовице, Польша, пробежав дистанцию в 277.543 км. Он установил рекорды трасс на таких 100-мильниках, как Лонг Хол 100, Амстед 100, Киз 100, а также становился победителем на Бэдуотер и Вестерн Стейтс.
Мортон родился в Трентон, Мичиган.